# اوترادنی، اوبلاست سامارا
شهر اوترادنی، اوبلاست سامارا (به روسی: Отрадный) در کشور روسیه و در اوبلاست سامارا واقع شده‌است.